# 石下里線
石下里線（朝鲜语：／ Sŏkhari sŏn */?）是朝鮮民主主義人民共和國平安北道新义州市的一條鐵道線路，站點為石下站到石下里站。

## 路线概况
- 距离：
- 车站数：2
- 轨距：1435mm
- 电气化区间：无
- 复线区间：无